# Yenicekent, Buldan
Yenicekent là một thị trấn thuộc huyện Buldan, tỉnh Denizli, Thổ Nhĩ Kỳ. Dân số thời điểm năm 2010 là 2560 người.